# Gội ít hạt
Dysoxylum alliaceum là một loài thực vật có hoa trong họ Meliaceae. Loài này được (Blume) Blume mô tả khoa học đầu tiên năm 1825.